# Tillman County
Tillman County ist ein County im Bundesstaat Oklahoma der Vereinigten Staaten. Der Verwaltungssitz (County Seat) ist Frederick. Das U.S. Census Bureau hat bei der Volkszählung 2020 eine Einwohnerzahl von 6.968 ermittelt.

## Geographie
Das County liegt im Südwesten von Oklahoma, grenzt im Süden an Texas und hat eine Fläche von 2277 Quadratkilometern, wovon 19 Quadratkilometer Wasserfläche sind. Es grenzt im Uhrzeigersinn an folgende Countys: Kiowa County, Comanche County, Cotton County, Wichita County (Texas), Wilbarger County (Texas) und Jackson County.

## Geschichte
Tillman County wurde am 16. Juli 1907 als Original-County aus Comanche-Land gebildet. Benannt wurde es nach Benjamin Ryan Tillman, einem Senator für South Carolina. Besiedelt wurde das County durch weiße Siedler nach einer offiziellen Land-Lotterie am 1. August 1901.
Acht Bauwerke und Stätten des Countys sind im National Register of Historic Places (NRHP) eingetragen (Stand 6. Juni 2018).

## Demografische Daten

Alterspyramide des Tillman County

Nach der Volkszählung im Jahr 2000 lebten im Tillman County 9.287 Menschen in 3.594 Haushalten und 2.487 Familien. Die Bevölkerungsdichte betrug 4 Einwohner pro Quadratkilometer. Ethnisch betrachtet setzte sich die Bevölkerung zusammen aus 74,21 Prozent Weißen, 9,02 Prozent Afroamerikanern, 2,68 Prozent amerikanischen Ureinwohnern, 0,32 Prozent Asiaten, 0,03 Prozent Bewohnern aus dem pazifischen Inselraum und 10,61 Prozent aus anderen ethnischen Gruppen; 3,12 Prozent stammten von zwei oder mehr Ethnien ab. 17,67 Prozent der Bevölkerung waren spanischer oder lateinamerikanischer Abstammung.
Von den 3.594 Haushalten hatten 30,5 Prozent Kinder unter 18 Jahre, die im Haushalt lebten. 55,1 Prozent waren verheiratete, zusammenlebende Paare, 10,7 Prozent waren allein erziehende Mütter. 30,8 Prozent waren keine Familien, 28,8 Prozent waren Singlehaushalte und in 16,8 Prozent der Haushalte lebten Menschen im Alter von 65 Jahren oder darüber. Die durchschnittliche Haushaltsgröße betrug 2,48 und die durchschnittliche Familiengröße betrug 3,05 Personen.
26,7 Prozent der Bevölkerung waren unter 18 Jahre alt, 7,2 Prozent zwischen 18 und 24, 24,0 Prozent zwischen 25 und 44, 22,8 Prozent zwischen 45 und 64 und 19,3 Prozent waren 65 Jahre oder älter. Das Durchschnittsalter betrug 39 Jahre. Auf 100 weibliche Personen kamen 96,1 männliche Personen. Auf 100 Frauen im Alter von 18 Jahren oder darüber kamen 90,0 Männer.
Das jährliche Durchschnittseinkommen eines Haushalts betrug 24.828 USD und das durchschnittliche Einkommen einer Familie betrug 30.854 USD. Männer hatten ein durchschnittliches Einkommen von 23.039 USD gegenüber den Frauen mit 18.724 USD. Das Prokopfeinkommen betrug 14.270 USD. 17,3 Prozent der Familien und 21,9 Prozent der Bevölkerung lebten unterhalb der Armutsgrenze.